# Померанц, Маргарет
Маргарет Померанц (англ. Margaret Pomeranz; род. 15 июля 1944, Уэйверли, Новый Южный Уэльс, Австралия) — австралийский кинокритик, писатель, продюсер и телеведущая. Наиболее известна как соавтор и ведущая телепередач The Movie Show на SBS и At the Movies на ABC, которые она вела совместно с Дэвидом Стрэттоном на протяжении почти трёх десятилетий.

## Биография
Маргарет Энн Джонс-Оуэн родилась 15 июля 1944 года в пригороде Сиднея — Уэйверли. Образование получила в Пресвитерианском женском колледже в Кройдоне, затем окончила Университет Маккуори со степенью бакалавра искусств по немецкому языку и социальной психологии. Также обучалась в студии драматургии Национального института драматического искусства (NIDA).
В течение двух с половиной лет жила в Вене, где работала внештатным корреспондентом для журнала The Bulletin и радиостанции ABC Rural Radio, освещая темы, связанные с сельским хозяйством и международной торговлей.

## Карьера
В 1980 году присоединилась к Special Broadcasting Service (SBS) в качестве сценариста и продюсера, работая над такими программами, как Front Up, Subsonics, а также церемониями вручения премий AFI и IF.

### Совместная работа с Дэвидом Стрэттоном
С 30 октября 1986 года по 2004 год совместно с Дэвидом Стрэттоном вела программу The Movie Show на канале SBS. С 1 июля 2004 года по 9 декабря 2014 года они продолжили сотрудничество на канале ABC в программе At the Movies. Их дуэт стал культовым в австралийской культуре, а их рецензии отличались глубоким анализом и живыми дискуссиями.

### Прочая деятельность
Померанц активно выступала против цензуры в искусстве. В 2003 году была задержана полицией во время попытки организовать показ запрещённого в Австралии фильма Ken Park. Также она занимала посты в различных организациях: была членом Совета по стандартам рекламы, президентом Круга кинокритиков Австралии, а также президентом и вице-президентом организации Watch on Censorship.
В 1994 году исполнила эпизодическую роль матери персонажа Гая Пирса в фильме Приключения Присциллы, королевы пустыни.

## Личная жизнь
Замужем за кинематографистом Хансом Померанцем; у пары двое детей.

## Признание и награды
В 2005 году удостоена звания Члена ордена Австралии (AM) за заслуги в области кинематографа и телевидения.